# Хадкевич, Тарас Константинович
Тара́с Константи́нович Хадке́вич (вариант фамилии — Ходкевич, бел. Тарас Канстанцінавіч Хадкевіч; 7 марта 1912 — 14 августа 1975) — белорусский советский писатель. Заслуженный работник культуры Белорусской ССР (1972). Член Союза писателей СССР (1947).

## Биография
Родился в крестьянской семье в деревне Шайтерово Дриссенского уезда Витебской губернии (ныне Верхнедвинский район, Витебская область, Беларусь).
Учился в Полоцком педагогическом техникуме (1927—1929) и в Белорусском высшем педагогическом институте (1931—1933). Являлся членом литературного объединения «Маладняк».
Работал в газетах «Чырвоная Полаччына» (1929—1931), «Чырвоная змена» (1933—1934), «Звязда» (1936—1941).
Служил в РККА (1934—1936). В годы Великой Отечественной войны в качестве командира взвода принимал участие в боях под Великими Луками, Торопцом. В конце сентября 1941 года был ранен и попал в плен. Участвовал в интернациональном движении Сопротивления на территории Германии. В начале мая 1945 года бежал из плена.
Работал в газетах «Звязда» (1945—1950), «Літаратура і мастацтва» (1950—1951), литконсультантом Союза писателей Белорусской ССР (1953—1972).

## Литературное творчество
Начал публиковаться с 1926 года.
- Хадкевіч, Т. К. Смялей, таварыш! : зборнік вершаў / Т. К. Хадкевіч. — Мінск : Дзяржвыд БССР, 1932. — 80 с.
- Хадкевіч, Т. К. Братэрства : кніга апавяданняў і аповесцей / Т. К. Хадкевіч. — Мінск : Дзяржвыд БССР, 1948. — 148 с.
- Хадкевіч, Т. К. Вяснянка : аповесці і апавяданні / Т. К. Хадкевіч. — Мінск : Дзяржвыд БССР, 1949. — 144 с.
- Хадкевіч, Т. К. Рэха ў гарах : аповесць / Т. К. Хадкевіч. — Мінск : Дзяржвыд БССР, 1951. — 144 с.
- Хадкевіч, Т. К. Сяброўства : аповесці і апавяданні / Т. К. Хадкевіч. — Мінск : Дзяржвыд БССР, 1952. — 378 с.
- Хадкевіч, Т. К. Сад у квецені : апавяданні, нарысы / Т. К. Хадкевіч. — Мінск : Беларусь, 1966. — 221 с.

### Романы
- Хадкевіч, Т. К. Даль палявая / Т. К. Хадкевіч. — Мінск : Дзяржвыд БССР, 1959. — 495 с.
- Хадкевіч, Т. К. Песня Дзвіны / Т. К. Хадкевіч. — Мінск : Мастацкая літаратура, 1975. — 461 с.

### Книги для детей
- Хадкевіч, Т. К. За сінім лесам : апавяданні / Т. К. Хадкевіч. — Мінск : Дзяржвыд БССР, 1951. — 100 с.
- Хадкевіч, Т. К. На новым месцы : апавяданні / Т. К. Хадкевіч. — Мінск : Дзяржвыд БССР, 1954.
- Хадкевіч, Т. К. Спеюць яблыкі : апавяданні / Т. К. Хадкевіч. — Мінск : Вучпедвыд БССР, 1959.
- Хадкевіч, Т. К. Жила-была казка : апавяданні / Т. К. Хадкевіч. — Мінск : Беларусь, 1967. — 118 с.
- Хадкевіч, Т. К. Дзвіна пайшла : апавяданні / Т. К. Хадкевіч. — Мінск : Народная асвета, 1968. — 174 с.
- Хадкевіч, Т. К. Крынічка : апавяданні / Т. К. Хадкевіч. — Мінск : Юнацтва, 1983. — 255 с.

### Публицистика
- Хадкевіч, Т. К. Шлях да першынства : стаханаўскія трактарныя брыгады Боркавіцкай МТС / Т. К. Хадкевіч. — Мінск : ДВБ, Сельскагаспадарчая і тэхнічная літаратура, 1939. — 27 с.
- Хадкевіч, Т. К. Прыгажосць душэўная / Т. К. Хадкевіч. — Мінск : Дзяржвыд БССР, 1963. — 32 с.
- Хадкевіч, Т. К. Мая Беларусь : нарыс / Т. К. Хадкевіч. — Мінск : Беларусь, 1968. — 175 с.
- Хадкевіч, Т. К. Нафтагігант на Дзвіне : нарыс / Т. К. Хадкевіч. — Мінск : Народная асвета, 1963.
- Хадкевіч, Т. К. Мінск : даведнік / Т. К. Хадкевіч. — Мінск : Дзяржвыд БССР, 1962.

Соавтор книг «Беларуская ССР» (1958), «Мы раскажам пра Мінск» (1964).
В 1970 году было издано «Избранное», в 1982 году — избранные произведения в 2 томах, в 1987 году — книга избранных повестей «Братэрства. Рэха ў гарах. Вяснянка».
Перевел на белорусский язык «Рассказы» (1955), «В Америке» М. Горького (1952) и роман А. Чейшвили «Лело» (1953).

## Награды
Награждён орденами Трудового Красного Знамени и Знак Почёта (25.02.1955), медалями.

## Память
Имя Т. К. Хадкевича присвоено центральной районной библиотеке Верхнедвинска.